# Xavier Nava Palacios
Francisco Xavier Nava Palacios (Miguel Hidalgo, Ciudad de México; 7 de junio de 1972) es un político mexicano y licenciado en relaciones internacionales. Ha sido diputado federal al Congreso de la Unión por San Luis Potosí de 2015 a 2018. Fue Presidente Municipal de la ciudad San Luis Potosí, desde el 1 de octubre de 2018 hasta el 4 de noviembre de 2020, cuando intento ser candidato del PAN a gobernador de San Luis Potosí.

## Biografía

### Estudios y formación
Xavier Nava es hijo de Luis Nava Calvillo y Patricia Palacios de la Lama, y nieto de Salvador Nava Martínez, histórico líder social y político del estado de San Luis Potosí; dos veces alcalde de la capital y dos veces candidato opositor a la gubernatura del estado. Es licenciado en relaciones internacionales egresado de la Universidad Iberoamericana y tiene una maestría en política social y planeación por la London School of Economics. 

## Trayectoria profesional

### Ejercicio privado
Se dedicó inicialmente al ejercicio privado de su profesión en varios rubros, mismos que siguió combinando aun cuando empezó a ejercer cargos públicos. Entre 1997 y 1999 fue jefe de Evaluación y Análisis de Proyectos en el gobierno del Distrito Federal y en 2000 fue asesor del director general de Servicios Metropolitanos del Distrito Federal. Entre 2006 y 2015 retornó al ejercicio privado de su profesión. 

## Carrera política
De 2000 a 2003 fue asesor del secretario de Gobierno de Chiapas Emilio Zebadúa en el gobierno de Pablo Salazar Mendiguchía; en 2003 al ser electo Zebadúa diputado federal, ocupó el cargo de su asesor hasta 2006. 

### Diputado federal (2015-2018)
En 2015 fue postulado candidato del PRD y el PT a diputado federal por el Distrito 6 de San Luis Potosí. Fue elegido para la LXIII Legislatura que culminaría en 2018 y en la que además fue vocero de la bancada del Partido de la Revolución Democrática ese mismo periodo.

### Presidente municipal de San Luis Potosí (2018-2020)
En 2017 anunció su intención de buscar ser candidato independiente a la presidencia municipal de San Luis Potosí ya que la candidatura del Partido de la Revolución Democrática sería para el alcalde en funciones, Ricardo Gallardo Juárez, que buscaría la reelección. Sin embargo, desistió de ello antes del inicio de la recopilación de firmas y anunció su intención de buscar la postulación por el Partido Acción Nacional, el 22 de febrero de 2018 el PAN lo confirmó como su candidato a la alcaldía como parte de la coalición Contigo por San Luis, formada por el PAN y Movimiento Ciudadano. Sin embargo, el 5 de abril del mismo año el Instituto Nacional Electoral anunció que al no haber presentado el reporte de ingresos y gastos en sus 16 días como aspirante independiente, se le sancionaba con la cancelación de su candidatura; lo que fue rechazado e impugnado ante el Tribunal Electoral del Poder Judicial de la Federación; que revocó dicha sanción el 14 de abril, recuperando su condición de candidato a la presidencia municipal. En las elecciones de julio, fue electo presidente municipal de San Luis Potosí para el periodo 2018-2021.

### Precandidato del PAN a gobernador de San Luis Potosí (2020)
El 4 de noviembre del 2020 deja su cargo para buscar la precandidatura a la gubernatura de San Luis Potosí por parte del Partido Acción Nacional, la cual perdió contra Octavio Pedroza. Al perder la interna del PAN, y denunciar que le habían hecho "fraude" el Movimiento Regeneración Nacional  lo "invita" a ser candidato nuevamente por la presidencia municipal San Luis Potosí por dicho partido (en realidad es impuesto como tal por Mario Delgado Carrillo, violentando el proceso interno de selección de candidatos a las alcaldías de los 58 municipios de SLP).

### Candidato de Morena a alcalde de San Luis Potosí (2021)
En febrero de 2021, Nava Palacios formalizó su registro como candidato del Movimiento Regeneración Nacional alcalde de esta capital para las elecciones del 6 de junio entrante, violentando el proceso interno ya que  pasó por encima de los estatutos de Morena, contado con el poyo de Mario Delgado Carrillo, quien utilizó la figura del nieto del Dr. Nava para  confundir  y dar  un mensaje de que Morena  en SLP  realmente  iba a  luchar legitimamente por  puestos públicos, cuando  en realidad siempre estuvo  apoyando al PVEM y su candidato Ricardo Gallardo.  Durante la tercera semana de campaña fue bajado de dicha candidatura por  no acreditar  la legalidad de la misma, la cual recupero inesperadamente al término de la misma gracias a la resolución amañada  del Tribunal Electoral.
Finalmente Nava Palacios obtuvo el tercer lugar con el 14.96% del sufragio electoral para las elecciones que se celebraron el 6 de junio de 2021, detrás de Leonel Serrato Sánchez del Partido Verde Ecologista de México que obtuvo el 31.36% y de Enrique Galindo Ceballos del Partido Revolucionario Institucional, que resultó ganador con el 42.67% del voto.

### Inhabilitación para ejercer cargos públicos por 18 años
El Congreso del Estado de San Luis Potosí, aprobó por unanimidad inhabilitar a Xavier Nava Palacios por actos de corrupción al excederse en el ejercicio de la función pública y no acatar determinaciones de tribunales federales.
El Congreso del Estado determinó que los ex servidores públicos Xavier Nava Palacios, Juan Antonio Salas Herrera, Frida Fernanda Rosas Zárate, Juan Daniel González Ayala, Alfredo Lujambio Cataño, María Verónica Campillo Salazar, Lidia Karina Zavala Rodríguez, Ángel Manuel Reyna Sánchez, Alma Mireya Cerino Zapata y Alicia Nayeli Vázquez Martínez, cometieron violaciones graves a los derechos humanos y sus garantías, así como omisiones de carácter grave, pues insistieron en apoyar la construcción de una obra sin cerciorarse de que era un terreno cuya propiedad está en duda, y pese a la interposición del juicio de amparo por el núcleo ejidal Rancho Viejo “La Libertad”.
Las sanciones se les impusieron a: Xavier Nava Palacios, en su carácter de presidente municipal de la administración 2018-2021 de San Luis Potosí, con 18 años de inhabilitación para el ejercicio de empleos o comisiones en el servicio público, por tratarse de titular del poder ejecutivo municipal.
Alfredo Lujambio Cataño: en su carácter de presidente municipal interino, se le impone una sanción de 12 años de inhabilitación para el ejercicio de empleos o comisiones en el servicio público; a Alicia Nayeli Vázquez Martínez, en su carácter de síndico municipal, se le impone una sanción de 15 años de inhabilitación para el ejercicio de empleos o comisiones en el servicio públicos, por tratarse del representante legal de la citada institución pública.
Los ex servidores públicos: Juan Antonio Salas Herrera, Frida Fernanda Rosas Zárate, Juan Daniel González Ayala, María Verónica Campillo Salazar, Lidia Karina Zavala Rodríguez, Ángel Manuel Reyna Sánchez y Alma Mireya Cerino Zapata, en su carácter de Regidores del municipio de San Luis Potosí, se les impone una sanción de cinco años de inhabilitación para el ejercicio de empleos o comisiones en el servicio públicos, por tratarse de integrantes del cuerpo edilicio con voz y voto que secundaron la decisión de continuar con las violaciones pese a las determinaciones del Juez Federal, según la información que presentaron como pruebas, y a las que tuvieron acceso por así manifestarlo en su escrito de probanzas.
Esta inhabilitación está relacionada con señalamientos hacia la administración municipal encabezada por Nava Palacios, en la que se han reportado denuncias públicas sobre presuntos casos de acoso sexual, desvío de recursos y actos de intimidación contra personas críticas de su gestión.